# ساسان باقرپور
ساسان باقرپور (زادهٔ ۲۸ اردیبهشت ١٣۴۴ در تهران ) صدابردار سینما اهل ایران است. او در آثاری همچون فیلم سینمایی «طعم گیلاس»، «سرزمین خورشید» و «درخت گلابی» فعالیت داشته‌است.

## بازیگر
- درخت گلابی (۱۳۷۶)

## صدابردار
- پرندگان خاموش (۱۳۹۷)
- داستان بنجامین (۱۳۹۶)
- تنهام نگذار (۱۳۸۳)
- غروب شد بیا (۱۳۸۳)
- سیزده گربه روی شیروانی (۱۳۸۲)
- کما (فیلم)(۱۳۸۲)
- رز زرد (۱۳۸۱)
- زهر عسل (۱۳۸۱)
- عطش (۱۳۸۱)
- ساقی (فیلم ۱۳۸۰) (۱۳۸۰)
- آبی (۱۳۷۹)
- آواز قو(۱۳۷۹)
- تکیه بر باد (فیلم ۱۳۷۸) (۱۳۷۹)
- دایره (۱۳۷۸)
- بال‌های سپید (۱۳۷۷)
- طعم گیلاس (۱۳۷۶)
- سرزمین خورشید (۱۳۷۵)
- پری (فیلم ۱۳۷۳) (۱۳۷۳)
- درد مشترک (۱۳۷۳)
- دل و دشنه (۱۳۷۳)
- سلام سینما (۱۳۷۳)
- هنرپیشه (فیلم) (۱۳۷۱)
- آقای بخشدار (۱۳۷۰)

## صدابردار صحنه
- شب‌های تهران (فیلم ۱۳۷۹) (۱۳۷۹)
- عروس آتش (۱۳۷۸)
- درخت گلابی (۱۳۷۶)
- قاصدک (فیلم ۱۳۷۵) (۱۳۷۵)
- آبادانی‌ها (۱۳۷۱)
- دره شاپرک‌ها (۱۳۷۰)
- در آرزوی ازدواج (۱۳۶۹)
- سایه خیال (۱۳۶۹)
- شب‌های زاینده‌رود (۱۳۶۹)

## گروه صدا
- روانی (فیلم ۱۳۷۶) (۱۳۷۶)

## میکس
- دره شاپرک‌ها (۱۳۷۰)

## دستیار صدابردار
- میکس (فیلم) (۱۳۷۸)

## جوایز

### جشنواره فیلم فجر
- کاندید (سیمرغ بلورین بهترین صدای فیلم (صدابردار)) برای پری (فیلم ۱۳۷۳) (۱۳۷۳)
- برنده (سیمرغ بلورین بهترین صدای فیلم (صدابردار)) برای هنرپیشه (فیلم) (۱۳۷۱)

### جشن سینمای ایران
- کاندید (تندیس بهترین صدابرداری) برای عروس آتش (۱۳۷۹)